# 崔殿国
崔殿國（1954年2月—），中國中車集團公司及中國中車股份有限公司前董事長、執行董事及黨委副書記。

## 生平
1954年出生於遼寧省大連市，屬於漢族人，在1972年至1973年12月，曾在辽宁省大连市庄河县桂云花乡插队知青，1973年12月初，加入改組前為辽宁省旅顺市7417工厂工人，而在1978年2月開始，於陝西西安交通大学车辆工程专业学习，直至1982年1月畢業。

## 改組前時期
1982年1月至1982年5月，委任辽宁省大连市轻工业研究所见习生；在1982年5月至1998年3月，委任辽宁省大连市内燃机车研究所（大连内燃机车研究所前身）多項工作，包括附件室见习生、助工、附件室副主任兼辅助厂厂长、所长助理兼散热器车间主任、所长助理、党委副书记、副所长、党委书记和所長。

## 公司化時期
1998年3月至1999年10月，委任中国北车集团大连机车车辆有限公司（前身大连机车车辆厂）党委书记；1999年10月至2000年9月，委任中国铁路机车车辆工业总公司副总经理兼总工程师；2000年9月至2015年3月，委任中国北方机车车辆工业集团公司多項工作，包括副董事长、总经理、党委副书记，以及中国北车股份有限公司董事长、党委副书记。

## 合併後
2015年6月1日，委任中國中車集團公司及中國中車股份有限公司董事長、執行董事及黨委副書記，但有其他同事指出，由於眼中他是一個務實幹事，加上極少訪問之事，因此為人十分低調。
2016年11月28日，崔殿國退任中國中車集團公司及中國中車股份有限公司董事長、執行董事及黨委副書記職務。